# Rhinocypha orea
Rhinocypha orea är en trollsländeart som beskrevs av Hämäläinen och Karube 2001. Rhinocypha orea ingår i släktet Rhinocypha och familjen Chlorocyphidae. IUCN kategoriserar arten globalt som starkt hotad. Inga underarter finns listade i Catalogue of Life.